# Otto Lyon
Paul Otto Lyon (* 10. Januar 1853 in Spittewitz bei Meißen; † 1. Juli 1912 in Dresden) war ein deutscher Gymnasiallehrer, Germanist, pädagogischer Schriftsteller und von 1899 bis zu seinem Tode Stadtschulrat in Dresden.

## Leben
Der Sohn eines Volksschullehrers besuchte von 1867 bis 1872 das Lehrerseminar Nossen. Nach seinem zweiten Examen wurde er 1875 Lehrer am Waisenhaus in Pirna. Aufgrund seiner ausgezeichneten Prüfungsergebnisse durfte sich Lyon nebenbei an der Universität Leipzig einschreiben und studierte bis 1879 bei Rudolf Hildebrand Germanistik, daneben Philosophie und Kunstgeschichte. Zu seinen Lehrern gehörten u. a. Friedrich August Eckstein, Hermann Masius, Max Heinze, Wilhelm Wundt, Moritz Wilhelm Drobisch und Ludwig von Strümpell.
Lyon legte die Prüfung für das höhere Lehramt ab und wurde 1879 Oberlehrer an der Realschule I. Ordnung in Leipzig, wechselte aber noch im gleichen Jahr an die Realschule I. Ordnung in Döbeln. Er wurde 1880 mit einer Arbeit über Friedrich Gottlieb Klopstock promoviert und erhielt 1884 eine Stelle als Oberlehrer am Annenrealgymnasium in Dresden sowie 1898 den Professorentitel. 1890 heiratete Otto Lyon Jenny Herkner (1860–1937). Aus der Ehe ging die Tochter Ilse verh. Paukisch (1897–1980) hervor.
Im Jahr 1899 wurde Lyon als Nachfolger von Erwin Otto Prietzel (1851–1928), der Bezirksschulinspektor von Dresden geworden war, Stadtschulrat in Dresden. Als Stadtschulrat leitete er das gesamte kommunale Dresdner Schulwesen (einschließlich der höheren Schulen), während der Bezirksschulinspektor für die staatliche Aufsicht über das Volksschulwesen zuständig war. In Lyons Amtszeit expandierte das Dresdner Schulwesen quantitativ (durch Eingemeindungen) und qualitativ.
Im Jahr 1904 wurde Lyon mit dem Ritterkreuz 1. Klasse des Kgl.-Sächs. Albrechts-Ordens ausgezeichnet. Lyon starb bald nach seiner Pensionierung 1912 in Dresden und wurde auf dem Johannisfriedhof beigesetzt.

## Werke
Lyon machte sich besonders bekannt durch eine Reihe von Neubearbeitungen älterer sprachwissenschaftlicher Werke (Eberhard, Synonymisches Wörterbuch, 16. Aufl. 1904; K. Ferd. Becker, Der deutsche Stil, 3. Aufl. 1883; Heyse, Fremdwörterbuch, 18. Aufl. 1903, Deutsche Grammatik, 26. Aufl. 1900 etc.). Er begründete (mit seinem Lehrer Rudolf Hildebrand der Zeitschrift für den deutschen Unterricht (Leipzig 1887–1919). Ferner schrieb er mehrere verbreitete Schulbücher (Handbuch der deutschen Sprache in verschiedenen Ausgaben u. a.).
Weitere Werke Lyons sind:
- Goethes Verhältnis zu Klopstock (Dissertation, gedruckt Döbeln 1880)
- Minne- und Meistersang (Leipzig 1883)
- Lessings Hamburger Dramaturgie (1890, als Herausgeber)
- Reden Bismarcks (1895, als Herausgeber)
- Die Lektüre als Grundlage eines einheitlichen und naturgemäßen Unterrichts in der deutschen Sprache (3. Aufl. 1904, 2 Tle.)
- Abriß der deutschen Grammatik und kurze Geschichte der deutschen Sprache (in der Sammlung Göschen, 4. Auflage 1905)
- Das Pathos der Resonanz. Eine Philosophie der modernen Kunst und des modernen Lebens (Leipzig 1900)
- Die Meister des deutschen Briefes, in einer Auswahl (Bielefeld 1901, als Herausgeber mit Klaiber)

## Pädagogische Position
Otto Lyon hatte schon aufgrund seiner Lebensgeschichte das gesamte Schulwesen im Blick, das er als eine Einheit begriff. Er betonte – ähnlich wie Hugo Gaudig – die Bedeutung der deutschen Sprache für den Unterricht und wurde so zu einem Vorläufer der Deutschkunde, die den deutschen Unterricht (im Sinne einer nationalen Bildung) anstelle der klassischen Antike und des christlichen Religionsunterrichts zum Grundprinzip des Schulunterrichts machen wollte. Lyons Wertschätzung für das germanische Erbe bedeutete aber keine völkische Position. Lyon gilt als einer der bedeutenden Reformer des Deutschunterrichts an der Wende zum 20. Jahrhundert.

## Nachweise
- Herbert Kolb: Lyon, Otto. In: Neue Deutsche Biographie (NDB). Band 15, Duncker & Humblot, Berlin 1987, ISBN 3-428-00196-6, S. 590 f. (Digitalisat).
- Meyers Großes Konversations-Lexikon, Band 12. Leipzig 1908, S. 905.
- Anne-Françoise Ehrhard: Die Grammatik von Johann Christian Heyse. Kontinuität und Wandel im Verhältnis von Allgemeiner Grammatik und Schulgrammatik (1814–1914), Berlin 1998, S. 69–78, 331. ISBN 9783110146240